# Мишанин, Сергей Валентинович
Сергей Валентинович Мишанин (5 января 1956 года, — 21 июля 2014 года) — советский и российский военачальник. Генерал-майор. Участник войны в Афганистане, и Первой чеченской войны.

## Биография
В 1977 году окончил Бакинское высшее общевойсковое командное училище имени Верховного Совета Азербайджанской ССР (11 рота) по специальности — командной общевойсковой, присвоена квалификация офицера с высшим общим и средним военным образованием, в 1992 года окончил Военную академию имени М. В. Фрунзе по специальности командно-штабная, оперативно-тактическая общевойсковая, присвоена квалификация офицера с высшим военным образованием; в 2000 году окончил Военную академию Генерального штаба Вооружённых Сил.
Службу проходил командиром парашютно-десантного взвода, командиром роты 300-го парашютно-десантного полка (г. Кишинёв) 98-й гвардейской воздушно-десантной дивизии, батальона, полка, 56-й отдельной гвардейской десантно-штурмовой бригады,. Командовал 205-й отдельной мотострелковой бригады, 122-й гвардейской мотострелковой Сталинградско-Киевской ордена Ленина, Краснознамённой, орденов Суворова и Кутузова дивизией.
Прошел все «горячие точки» Закавказья и Северного Кавказа. Совершил более 600 прыжков с парашютом.
Служил начальником управления боевой подготовки Сибирского военного округа.
22 октября 2007 года по 2010 год — военный комиссар Тверской области.
С 2010 года по 21 июля 2014 года — военный комиссар Нижегородской области.
Застрелился 21 июля 2014 года. Похоронен на Федяковском кладбище Нижнего Новгорода.

## Награды
- Орден Мужества
- Медаль «За укрепление боевого содружества»
- Медаль «Ветеран Вооружённых Сил СССР»
- Медаль «За безупречную службу» III степени
- Юбилейная медаль «60 лет Вооружённых Сил СССР»
- Юбилейная медаль «70 лет Вооружённых Сил СССР»
- Медаль «За безупречную службу» II степени
- Медаль «За безупречную службу» I степени
- Медаль «Генерал армии Маргелов»
- Юбилейная медаль «50 лет Победы в Великой Отечественной войне 1941—1945 гг.»
- Юбилейная медаль «300 лет Российскому флоту»
- Медаль ордена «За заслуги перед Отечеством» 2 степени
- Медаль «За воинскую доблесть» (Минобороны) 1 степени
- Медаль «200 лет Министерству обороны»
- Юбилейная медаль «Пятьдесят лет Победы в Великой Отечественной войне 1941—1945 гг.»
- Иностранные награды.

## Семья
Был женат, воспитал дочь и внучку.